# Romain Le Roux
Pour les articles homonymes, voir Le Roux.
Romain Le Roux, né le 3 juillet 1992 à Guipavas (Finistère), est un coureur cycliste français, professionnel entre 2015 et 2020. Il est le cousin de Franck Bonnamour.

## Biographie

### Carrière amateur
En 2010, alors qu'il évolue au Vélo Sport de Plabennec, il remporte le championnat d'Europe sur piste au scratch avec l'équipe de France, ainsi que le championnat de France de poursuite par équipes avec notamment Olivier Le Gac .
En 2013, Romain Le Roux intègre l'équipe Armée de terre. Avec celle-ci, il gagne le Grand Prix Gilbert-Bousquet au mois de février. Il est stagiaire à partir du 1er août 2014 au sein de la formation Roubaix Lille Métropole.

### Carrière professionnelle

#### Armée de Terre
En 2015, l'équipe Armée de terre devient une équipe continentale. Romain Le Roux intègre donc les rangs des coureurs professionnels. En juillet, il est victime d'une lourde chute dans un ravin lors de la première étape du Tour Alsace et doit subir une opération à cause d'une luxation de la hanche gauche.
En novembre 2016, il est suspendu six mois rétroactivement, après avoir subi un contrôle positif à la pseudoéphédrine le 19 juin 2016 lors de la Route du Sud. Souffrant d'allergie aux graminées et au pollen, son médecin lui prescrit du Rhinadvil, l'usage de ce médicament lui fait dépasser d'un microgramme la limite tolérée de pseudoéphédrine (170 microgrammes par litre de sang).
En mars 2017, il prend la 4e place sur Manche-Atlantique. Sur le circuit professionnel, il se distingue dans le Finistère, 17e des Boucles de l'Aulne. En juin, il termine cinquième de la Ronde de l'Oise. En fin de saison, il se retrouve sans employeur à la suite de la dissolution de l'équipe de l'Armée de Terre. Il lance alors un financement participatif afin de financer sa place dans une structure professionnelle. Celui-ci lui permet de réunir 40 000 euros, ce qui convainc Emmanuel Hubert de l'engager au sein de Fortuneo-Oscaro, l'équipe apportant les 20 000 euros supplémentaires nécessaires pour payer son salaire sur la saison 2018. 

#### Fortuneo-Samsic
Dans un rôle d'équipier, il n'obtient que peu de résultats à titre personnel si ce n'est une treizième place sur le Trofeo Palma, une 12e place d'étape sur le Rhône-Alpes Isère Tour ou une 9e place d'étape sur le Tour de Wallonie. Le 24 septembre, la structure bretonne annonce sa prolongation de contrat pour la saison 2019. Le 13 octobre 2018, il découvre le Tour de Lombardie, première course du calendrier World Tour de sa saison.

### Fin de carrière et reconversion
Au terme d'une saison 2020 tronquée par la pandémie de Covid-19, son contrat n'est pas renouvelé. Il annonce le 31 décembre 2020 prendre sa retraite sportive et vouloir s'investir dans l'organisation de l'Étoile de Bessèges dont l'organisateur, décédé au cours de l'année, est le grand-père de sa conjointe.

## Palmarès sur route

### Par année
- 2013
  - Grand Prix Gilbert Bousquet
  - 2e du Tour de Basse-Navarre
  - 3e du Tour du Loiret

### Classements mondiaux
| Année           | 2015 | 2016  | 2017 |
| --------------- | ---- | ----- | ---- |
| UCI Europe Tour | 917e | 1750e | 526e |

## Palmarès sur piste

### Championnats d'Europe
- Saint-Pétersbourg 2010
  -  Champion d'Europe du scratch juniors
  -  Médaillé de bronze de la poursuite par équipes juniors
  -  Médaillé de bronze de l'américaine juniors
- Anadia 2013
  -  Médaillé d'argent de la poursuite par équipes espoirs

### Championnats de France
- 2009
  - 2e de la poursuite par équipes juniors
- 2010
  -  Champion de France de poursuite par équipes juniors (avec Geoffrey Millour, Nicolas Janvier et Olivier Le Gac)
- 2011
  - 2e de la poursuite par équipes
- 2012
  - 2e de la course aux points espoirs
- 2013
  - 3e de l'américaine

### Championnats de Bretagne
- 2012
  -  Champion de Bretagne de l'américaine (avec Nicolas Janvier)